# Carlos de Liz-Teixeira Branquinho
Alberto Carlos de Liz-Teixeira Branquinho fue un diplomático portugués. Sirvió como encargado de negocios de la Embajada de Portugal en Budapest durante la ocupación alemana de Hungría en la Segunda Guerra Mundial. Sus acciones permitieron la salvación de más de un millar de ciudadanos judíos húngaros en 1944.

## Biografía
Teixeira Branquinho nació en Viseu (Portugal) en 1902. Estudió en el Colégio Militar de Lisboa entre 1912 y 1919. Posteriormente se licenció en ciencias económicas y financieras en la Universidad Técnica de Lisboa en ingresó en el cuerpo diplomático en 1930. Ocupó diversos puestos y estuvo destinado en Río de Janeiro, Pekín y Shanghái antes de ser enviado como encargado de negocios a la embajada portuguesa en Budapest. Junto con el embajador, Sampaio Garrido, alquiló casas y apartamentos para albergar y proteger a refugiados judíos de la deportación y el asesinato. Obtuvieron permiso del gobierno portugués para emitir salvoconductos a todas las personas que tuvieran parientes en Portugal, Brasil, las colonias portuguesas o tuvieran algún tipo de conexión con Portugal. Garrido y Branquinho también establecieron una oficina de la Cruz Roja Portuguesa en la legación portuguesa para atender a los refugiados judíos. Esto se hizo en gran parte en cooperación con el Ministerio de Relaciones Exteriores de Portugal y bajo el mandato del Primer Ministro António de Oliveira Salazar y bajo la condición de que estos refugiados no tratarían de obtener la ciudadanía portuguesa.
El 23 de abril de 1944 y tras la ocupación alemana de Hungría, el gobernante portugués António de Oliveira Salazar decidió ordenar a su embajador que regresara a Lisboa y dejar a Teixeira Branquinho como encargado de negocios , en su lugar. El retiro del embajador se realizó en respuesta a una solicitud de Gran Bretaña y Estados Unidos que querían que los países neutrales rebajaran su presencia diplomática en Hungría. Branquinho emitió pasaportes protectores a cientos de familias judías. En total se salvaron unas 1.000 vidas gracias a sus acciones. Finalmente fue llamado a Lisboa el 30 de octubre de 1944.
Después de la guerra, Branquinho continuó sirviendo a su país como diplomático en Washington, Yakarta, París, Caracas, Bagdad, Teherán y La Haya, donde actuó con credenciales de embajador. Se retiró en 1966.
En reconocimiento a su labor, le fue concedido título de "Justo entre las Naciones" por la institución israelí Yad Vashem y su nombre fue incluido en el memorial de Raoul Wallenberg en la Gran Sinagoga de Budapest. En mayo de 1995, el Ministerio de Asuntos Exteriores de Hungría realizó en Lisboa un acto de homenaje a Sampaio Garrido y Alberto Branquinho, por su actuación en el rescate de judíos húngaros.